# Cullman
Cullman is een plaats (city) in de Amerikaanse staat Alabama, en valt bestuurlijk gezien onder Cullman County.

## Demografie
Bij de volkstelling in 2000 werd het aantal inwoners vastgesteld op 13.995.
In 2006 is het aantal inwoners door het United States Census Bureau geschat op 14.828, een stijging van 833 (6,0%).

## Geografie
Volgens het United States Census Bureau beslaat de plaats een oppervlakte van
49,6 km², waarvan 47,4 km² land en 2,2 km² water. Cullman ligt op ongeveer 221 m boven zeeniveau.

## Geboren
- Hilary Williams (1979), zangeres
- Channing Tatum (1980), acteur

## Plaatsen in de nabije omgeving
De onderstaande figuur toont de plaatsen in een straal van 16 km rond Cullman.